# Nhà hát Kịch Việt Nam
Nhà hát Kịch Việt Nam (Tiếng Anh: Vietnam National Drama Theatre) là đơn vị sự nghiệp công lập trực thuộc Bộ Văn hóa, Thể thao và Du lịch, có chức năng biểu diễn nghệ thuật kịch nói; sưu tầm, bảo tồn và phát triển nghệ thuật kịch nói.

## Lịch sử hình thành và phát triển
Nhà hát Kịch Việt Nam (tiền thân là đội kịch thoại của đoàn văn công nhân dân Trung ương) được thành lập ngày 28 tháng 12 năm 1952 tại chiến khu Việt Bắc. Lịch sử ra đời của nhà hát gắn liền với sự phát triển của nghệ thuật sân khấu cách mạng Việt Nam và trưởng thành cùng lịch sử phát triển của đất nước, đến nay nhà hát Kịch Việt Nam được coi là "Cánh chim đầu đàn" và là "Anh cả đỏ" của nền nghệ thuật sân khấu kịch nói Việt Nam.

## Cơ cấu tổ chức và nhân sự
Nhà hát gồm ban lãnh đạo và Các phòng chức năng và đoàn biểu diễn bao gồm:
- Phòng Hành chính, Tổng hợp;
- Phòng Tổ chức biểu diễn;
- Phòng Nghệ thuật;
- Đoàn kịch Đương đại;
- Đoàn kịch cổ điển.

Trong 65 năm xây dựng và trưởng thành, đến nay, nhà hát đã có hơn 15 thế hệ nghệ sĩ, diễn viên kế tiếp nhau, trong đó có 25 Nghệ sĩ Nhân dân, 58 Nghệ sĩ Ưu tú. Đó là những thế hệ nghệ sĩ nổi tiếng như NSND: Thế Lữ, Song Kim, Đào Mộng Long, Nguyễn Đình Nghi... đến các thế hệ kế tiếp như các NSND: Trọng Khôi, Trần Tiến, Doãn Hoàng Giang, Thế Anh, Đoàn Dũng, Doãn Châu, Phạm Thị Thành; các NSƯT: Nguyệt Ánh, Hà Văn Trọng, Mỹ Dung, Phạm Bằng, Quang Thái, Tú Mai... cùng thế hệ nghệ sĩ hiện nay như các NSND: Lan Hương, Anh Tú, Tuấn Hải, Lệ Ngọc: NSND Quốc Khánh, NSND Xuân Bắc, NSND Hoàng Lâm Tùng, NSƯT Minh Hiếu, NSƯT Mai Nguyên, NSND Trung Anh, NSND Việt Thắng, Hồ Liên, Dũng Nam, NSND Tạ Tuấn Minh, Khuất Quỳnh Hoa,...

## Giám đốc Nhà hát qua các thời kỳ
- NSND Anh Dũng (2003 - 2008)
- NSND Lê Hùng (2009 - 2012)
- Nguyễn Thế Vinh (2012 - 2017)
- NSND Anh Tú - Quyền Giám đốc (2017 - 2018)
- NSND Xuân Bắc (2021 - 2024)
- NSƯT Kiều Minh Hiếu (2025 - nay)

## Lãnh đạo
- Giám đốc: NSƯT Kiều Minh Hiếu

## Tôn vinh
Huân chương Lao động hạng Nhất năm 2017.
Huân chương Lao động hạng Nhì năm 2012
Huân chương Lao động hạng Ba năm 2022

## Các tác phẩm kịch nói tiêu biểu
- Đêm trắng (Đạo diễn: NSƯT Xuân Bắc)
- Như thế là tội ác (Đạo diễn: NSƯT Trịnh Mai Nguyên)
- Điều còn lại (Đạo diễn: NSƯT Kiều Minh Hiếu)
- Yêu (Đạo diễn: NSƯT Hoàng Lâm Tùng)
- Cô gái và chiếc xe máy (Đạo diễn: NSƯT Hoàng Lâm Tùng)
- Người tốt nhà số 5 (Đạo diễn: NSND Tạ Tuấn Minh)
- Bệnh Sĩ (Đạo Diễn: NSƯT Tuấn Hải)
- Bão tố Trường Sơn (Đạo diễn: Cố NSND Anh Tú)
- Nhân Thế (Đạo diễn: NSƯT Kiều Minh Hiếu)
- Bóng Rối (Đạo diễn: NSND Tạ Tuấn Minh)